# Пласид, Джонни
Джонни Пласид (англ. Johny Placide; 29 января 1988, Монфермей, Франция) — футболист, вратарь клуба «Бастия» и капитан сборной Гаити.

## Клубная карьера
Пласид — воспитанник клуба «Гавр». 26 апреля 2009 года в матче против «Гренобля» он дебютировал в Лиге 1. По окончании сезона команда вылетала из элиты. Выступая в Лиге 2, Джонни стал основным вратарём «Гавра» и отыграл за клуб ещё четыре сезона.
В начале 2013 года Пласид перешёл в «Реймс». 19 января в матче против «Сошо» он дебютировал за новую команду. Первые сезоны Джонни был запасным вратарём, а в 2014 году выиграл конкуренцию за место в основе.
31 августа 2017 года Пласид подписал двухлетний контракт с клубом английской Лиги один «Олдем Атлетик». В сезоне 2017/18 он был основным вратарём «Олдема», сыграв 42 матча во всех турнирах. В августе 2018 года Пласид и «Олдем Атлетик» расторгли контракт по обоюдному согласию.
С 2019 по 2021 год Пласид выступал за болгарский клуб «Царско село», за который провёл 47 матчей, из них 15 без пропущенных голов.
В июне 2021 года Пласид вернулся во Францию, заключив двухлетний контракт с клубом «Бастия».

## Международная карьера
В 2012 году Пласид попал в заявку сборной Гаити на участие в Карибском кубке. 8 сентября в матче турнира против сборной Сен-Мартена он дебютировал за национальную команду.
В 2015 году в составе сборной Джонни принял участие в розыгрыше Золотого кубка КОНКАКАФ. На турнире он сыграл в матче против сборной Гондураса, США, Панамы и Ямайки.
В 2016 году Джонни попал в заявку на участие в Кубке Америки в США. На турнире он сыграл в матчах против команд Перу, Бразилии и Эквадора.
Пласид был включён в состав сборной Гаити на Золотой кубок КОНКАКАФ 2019.

## Достижения
Гаити
- Бронзовый призёр Карибского кубка: 2012